# Hypergastromyzon
Hypergastromyzon es un género de peces de la familia Balitoridae en el orden de los Cypriniformes.

## Especies
Las especies de este género son:
- Hypergastromyzon eubranchus Roberts, 1991
- Hypergastromyzon humilis Roberts, 1989